# Gris (jeu vidéo)
Pour les articles homonymes, voir Gris (homonymie).
Gris est un jeu vidéo indépendant de plateformes développé par Nomada Studio et édité par Devolver Digital, sorti le 13 décembre 2018 sur Windows, MacOS et Nintendo Switch. Le jeu sort également sur iOS le 22 août 2019, sur Playstation 4 le 26 novembre 2019 et sur Android le 1er avril 2020, puis sur Xbox Series et Playstation 5 le 13 décembre 2022,.
C'est le premier jeu de ce studio espagnol basé à Barcelone.
Dans un monde étrange et fantaisiste, Gris, une jeune fille vêtue d’une longue cape se réveille et doit faire face à une longue quête pour retrouver sa voix. Explorant déserts, souterrains, mers et cieux à travers un gigantesque complexe de sanctuaires peuplé de mystérieuses statues, Gris va devoir se battre et vaincre sa noirceur, afin d’accéder enfin à la paix.

## Système de jeu
La mécanique de jeu est plutôt simple. Gris est un jeu vidéo de plateformes dans lequel on doit contrôler le personnage éponyme d’une jeune fille. On fait avancer le personnage en sautant et en résolvant de petites énigmes à travers un monde en 2D. Un des éléments principaux du jeu est son esthétique qui invite à la contemplation. Au cours du jeu, on apprend de nouvelles capacités comme celle de se changer en un bloc de pierre afin de détruire certains endroits du sol.
Le cheminement du personnage, à travers les différents niveaux du jeu, a été créé de manière à illustrer les différentes étapes que constituent le deuil.

## Résumé
Le jeu suit une jeune fille nommée Gris qui se réveille dans la paume de la statue d’une femme qui s’effondre. Elle tente de chanter mais a rapidement la gorge nouée et la statue finit de s’effondrer la laissant tomber au sol. Après avoir atterri, Gris continue à marcher et découvre de nombreuses structures qui semblent alimentées en énergie par de mystérieux points de lumière ressemblant à des étoiles. L’héroïne peut collecter ces lumières pour acquérir de nouvelles capacités, telles que se changer en bloc de pierre et créer de nouveaux passages faits de constellations d’étoiles.
Après avoir atteint une tour centrale, Gris peut voyager vers quatre nouveaux endroits pour collecter des étoiles et restaurer les couleurs de son monde et des statues ressemblant à celle du début de l’histoire. Ces nouvelles zones comportent un monde empli de moulins à vent, une forêt luxuriante et des cavernes inondées. Sur le chemin, elle rencontre de nombreux êtres qui l’aident dans son voyage ainsi que des créatures ténébreuses à forme d’oiseaux qui tentent de consommer la jeune fille. Le pouvoir final que Gris obtient est la capacité de chanter à nouveau, ce qui ramène à la vie de nombreuses plantes et animaux mécaniques.
L’héroïne collecte finalement assez d’étoiles pour former une constellation menant vers les cieux, mais le passage final est bloqué par une créature qui se métamorphose en une copie monstrueuse d’elle-même et l’avale entièrement. Elle se réveille dans un océan de boue noire et nage à la surface. Pendant qu’elle grimpe une tour s’élevant de l’océan, la créature essaye de l’emporter avec elle. Cependant, Gris commence à chanter et la statue commence à se reformer grâce au pouvoir de sa voix. Juste avant qu’elle soit engloutie par la boue noire, la statue vient à la vie et commence à chanter elle aussi, balayant la créature et l’océan d’obscurité. La jeune fille et la statue s’embrassent en pleurant et Gris grimpe au sommet de la dernière constellation alors que la lumière et les couleurs du monde sont restaurées.
Une fois tous les souvenirs collectés, l'enfance de Gris est alors révélée dans une pièce secrète. Alors qu'il fait nuit, Gris est dans les prés avec sa mère. Cette dernière serre une luciole entre ses mains puis la lâche pour lui permettre de voler autour de Gris. Sous la pleine lune brillante, Gris et sa mère s'enlacent.

## Développement
Gris a été développé par le Studio Nomada, basé à Barcelone, qui a été formé à la suite d'une rencontre par hasard entre deux employés d'Ubisoft, Roger Mendoza et Adrián Cuevas, ainsi que l'artiste Conrad Roset. Les deux employés ont rencontré Conrad Roset lors d'un pot de départ organisé pour Adrián Cuevas qui devait déménager temporairement dans les bureaux d'Ubisoft Montreal pour y travailler sur Rainbow Six Siege. Conrad Roset avait alors notifié Roger Mendoza et Adrián Cuevas qu'il était intéressé de travailler sur des jeux vidéos, alors que les deux autres souhaitaient créer un jeu indépendant mais manquaient des compétences artistiques nécessaires. Les trois ont donc décidé de former Nomada Studios.
Voulant que le jeu soit « un mélange de Journey et Ori and the Blind Forest », le jeu a été conçu afin d'être accessible à tous. En tant que tel, il n'y a pas de possibilité de « perdre », une décision qui s'est avérée difficile. Roger Mendoza a ainsi décrit son approche comme suit : « Si vous rencontrez un casse-tête, vous pourrez probablement le terminer au deuxième ou au troisième essai. Lorsque le casse-tête est plus compliqué, nous proposons des options au joueur. » À mi-chemin du développement, l'équipe a consulté un psychologue sur les thèmes du jeu développés autour du deuil (en particulier les cinq étapes du deuil) et de la dépression, ce qui a entraîné des choix de gameplay afin de faire écho à l'agitation du personnage principal. Un exemple de ceci est la façon dont au début du jeu, le joueur est incapable de sauter, ce qui contribue à renforcer l'idée que « quelque chose ne va pas avec cette fille »,.
Les développeurs ont rencontré des problèmes inédits dus au style artistique exigeant de Gris : étant donné que le jeu devient plus vivant au fur et à mesure que les joueurs progressent, concevoir des premiers tableaux attrayants s'est avéré difficile. L'équipe a finalement résolu ce problème en s'inspirant des aquariums de Iwagumi. Une autre difficulté rencontrée par les développeurs était la lisibilité, ce qui a entraîné plusieurs modifications de la conception des niveaux et de l'angle de la caméra. Au départ, la robe du personnage principal allait changer au fur et à mesure que de nouvelles couleurs étaient déverrouillées, mais cela s'est finalement avéré peu pratique, notamment à cause des angles de caméra. Le titre du jeu fait référence au nom de la protagoniste, ainsi qu'au mot espagnol pour la couleur grise.

## Accueil

### Critiques
Gris a reçu un accueil positif de la part de la presse spécialisée. L’agrégateur de critiques Metacritic lui donne 84/100 pour la version PC, basée sur 41 notes, et 84/100 pour la version Switch, basée sur 27 notes.
Jeuxvideo.com écrit « GRIS est une aventure mélancolique brillante sur la forme. S’il propose un concept nettement plus classique sur le fond, l’ensemble s’accompagne tout de même d’idées de gameplay réussies, matérialisant une structure et une progression suffisamment bien pensées et intuitives. Sans s’avérer particulièrement brillant ou original, le titre de Nomada Studio est un fier représentant de son genre qui vaut clairement le détour et n’a finalement que bien peu de défauts : un atout justifiant pleinement qu’on lui laisse sa chance en cette fin d’année chargée en jeux de qualité. »
La presse non spécialisée salue également la performance. France Inter qualifie le jeu de « belle surprise », Les Échos le trouvent « surprenant et beau ». Télérama parle de « joyau », Numerama de « chef-d'œuvre ».

### Ventes
En mars 2019, Gris s'était vendu à 300 000 exemplaires dans le monde. En avril 2020, les ventes dépassaient le million d'unités. Le 26 septembre 2024, Nomada Studio annonce sur X avoir vendu 3 millions de leur platformer.

### Récompenses

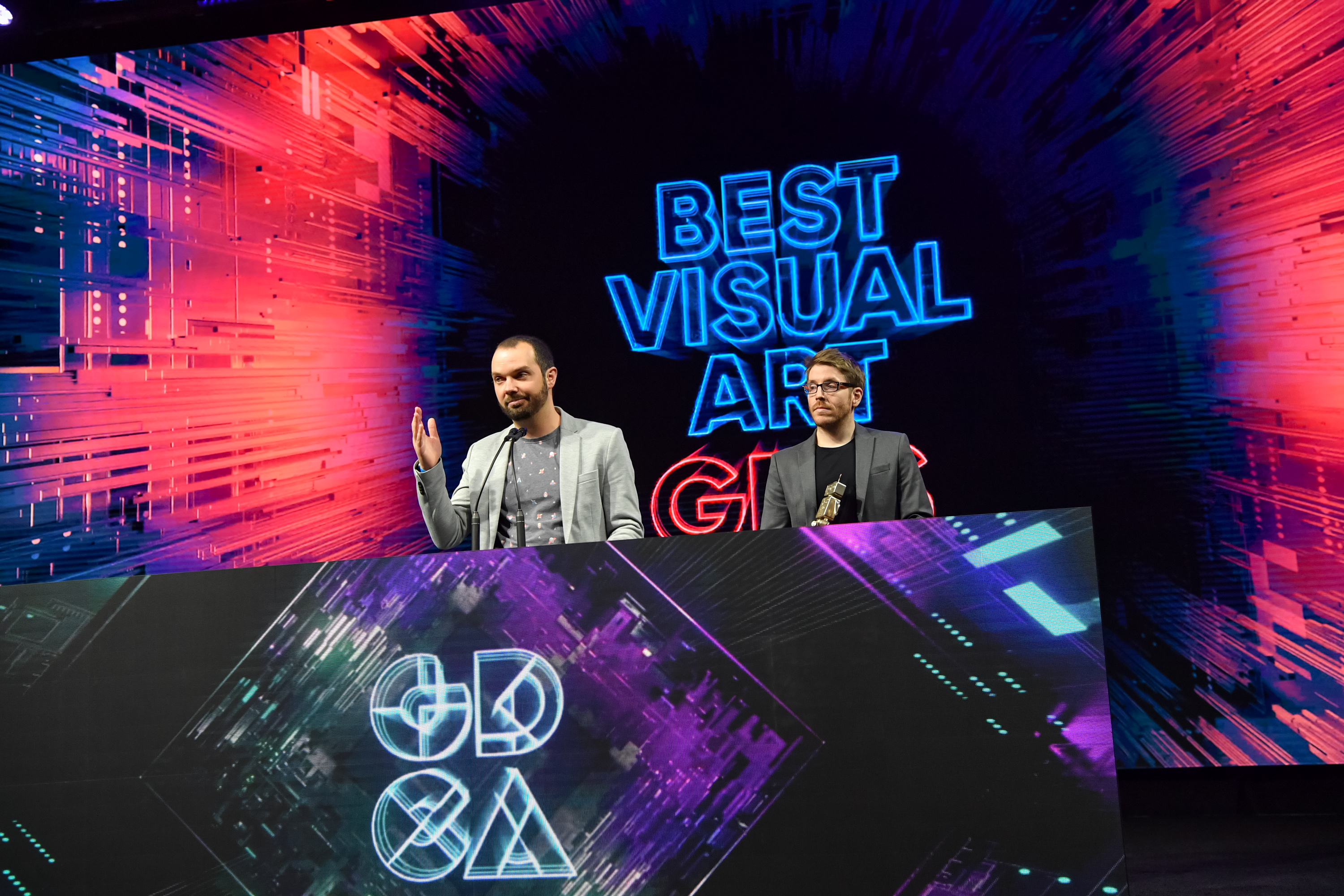
Adrián Cuevas er Roger Mendoza recevant le Game Developers Choice Awards dans la catégorie « Meilleur art visuel » pour Gris en 2019.

En 2019, le jeu obtient plusieurs récompenses : 
- Annie Awards dans la catégorie « Meilleure animation de personnages dans un jeu vidéo »;
- Webby Awards dans la catégorie « Meilleure conception visuelle dans un jeu vidéo »;
- The Game Awards dans la catégorie « Meilleur jeu à impact » (jeu qui suscite la réflexion et dont le sens ou le message est pro-social);
- Game Developers Choice Awards dans la catégorie « Meilleur art visuel » [31]
- NAVGTR Awards pour sa direction artistique;
- Prix italiens du jeu vidéo (en) dans la catégorie « Meilleur jeu indépendant ».

## Musique
La musique de Gris est assurée par le groupe pop barcelonais Berlinist. Fondé en 2011 dans la capitale catalane et composé de sept membres, leur premier album est sorti en 2015. Gris est la première implication du groupe dans un jeu vidéo.